# نیمتشیتسه (ناحیه دوماژلیتسه)
نیمتشیتسه (به چکی: Němčice) یک منطقهٔ مسکونی در جمهوری چک است که در ناحیه دوماژلیتسه واقع شده‌است. نیمتشیتسه ۸٫۹۲ کیلومتر مربع مساحت و ۱۳۰ نفر جمعیت دارد و ۵۱۳ متر بالاتر از سطح دریا واقع شده‌است.